# 張之博
張之博（ZHANG Zhi Bo，1982年3月23日—），澳門女子羽毛球運動員，此前為中國國家羽毛球隊選手，祖籍辽宁。

## 簡歷
2004年，张之博伙拍刘志远奪得全国羽毛球锦标赛混双冠军；同年9月被首次调入国家队。入选国家队後，她一直沒有固定的混双搭档。在一次队内比赛中，总教练李永波曾安排男单老将夏煊泽與她搭档，结果這對新組合勇夺第三名。
其後，张之博轉到澳門，並加入中國澳門羽毛球代表隊。2009年12月，她夥拍從小就一起接受訓練的張丹，出戰香港舉行的東亞運動會羽毛球比賽，先在準決賽淘汰中国的成淑/赵芸蕾，再在決賽中爆冷直落兩局擊敗中国另一对组合马晋/王晓理，為澳门奪得赛事的第八金面牌。
2010年11月，張之博代表中國澳門出戰廣州亞運會，參加羽毛球比賽的女子團體項目。惟按照参赛规程，选手須住满三年才将可参赛，故她的参赛资格最終被取消，澳門隊也决定退出比赛。
2011年，因張丹受傷，於是改與王榮出戰女雙。11月，二人出戰澳門羽毛球格蘭披治黃金大獎賽，不但通過資格賽，並成為澳門唯一晉級第二輪主賽的選手。

## 主要比賽成績
只列出曾進入準決賽的國際賽事成績：
| 年份   | 賽事                     | 公開賽級別 | 項目     | 拍檔 | 成績   |
| ------ | ------------------------ | ---------- | -------- | ---- | ------ |
| 2008年 | 中國羽毛球大師賽         | 超級賽     | 女子雙打 | 張丹 | 亞軍   |
| 2009年 | 澳門羽毛球黃金大獎賽     | 黃金大獎賽 | 女子雙打 | 張丹 | 準決賽 |
| 2009年 | 丹麥羽毛球超級賽         | 超級賽     | 女子雙打 | 張丹 | 準決賽 |
| 2010年 | 澳門羽毛球黃金大獎賽     | 黃金大獎賽 | 女子雙打 | 張丹 | 準決賽 |
| 2012年 | 碧特博格羽毛球黃金大獎賽 | 黃金大獎賽 | 女子雙打 | 王榮 | 冠軍   |
| 2012年 | 韓國羽毛球黃金大獎賽     | 黃金大獎賽 | 女子雙打 | 王榮 | 準決賽 |
| 2013年 | 加拿大羽毛球大獎賽       | 大獎賽     | 女子雙打 | 王榮 | 準決賽 |
| 2013年 | 中華台北羽毛球黃金大獎賽 | 黃金大獎賽 | 女子雙打 | 王榮 | 準決賽 |

| 2007-2017年 | 首要超級賽 | 超級賽 | 黃金大獎賽 | 大獎賽 | 國際挑戰賽 | 國際系列賽 | 未來系列賽 | 其他 |